# 鹿児島県道301号伊集院停車場線
鹿児島県道301号伊集院停車場線（かごしまけんどう301ごう いじゅいんていしゃじょうせん）は、鹿児島県日置市を通る一般県道である。

## 概要
伊集院町徳重から鹿児島本線伊集院駅を結ぶ。

### 路線データ
- 起点：日置市伊集院町徳重（鹿児島県道24号鹿児島東市来線交点）
- 終点：日置市伊集院町徳重（鹿児島本線 伊集院駅）
- 距離：0.207 km

## 地理

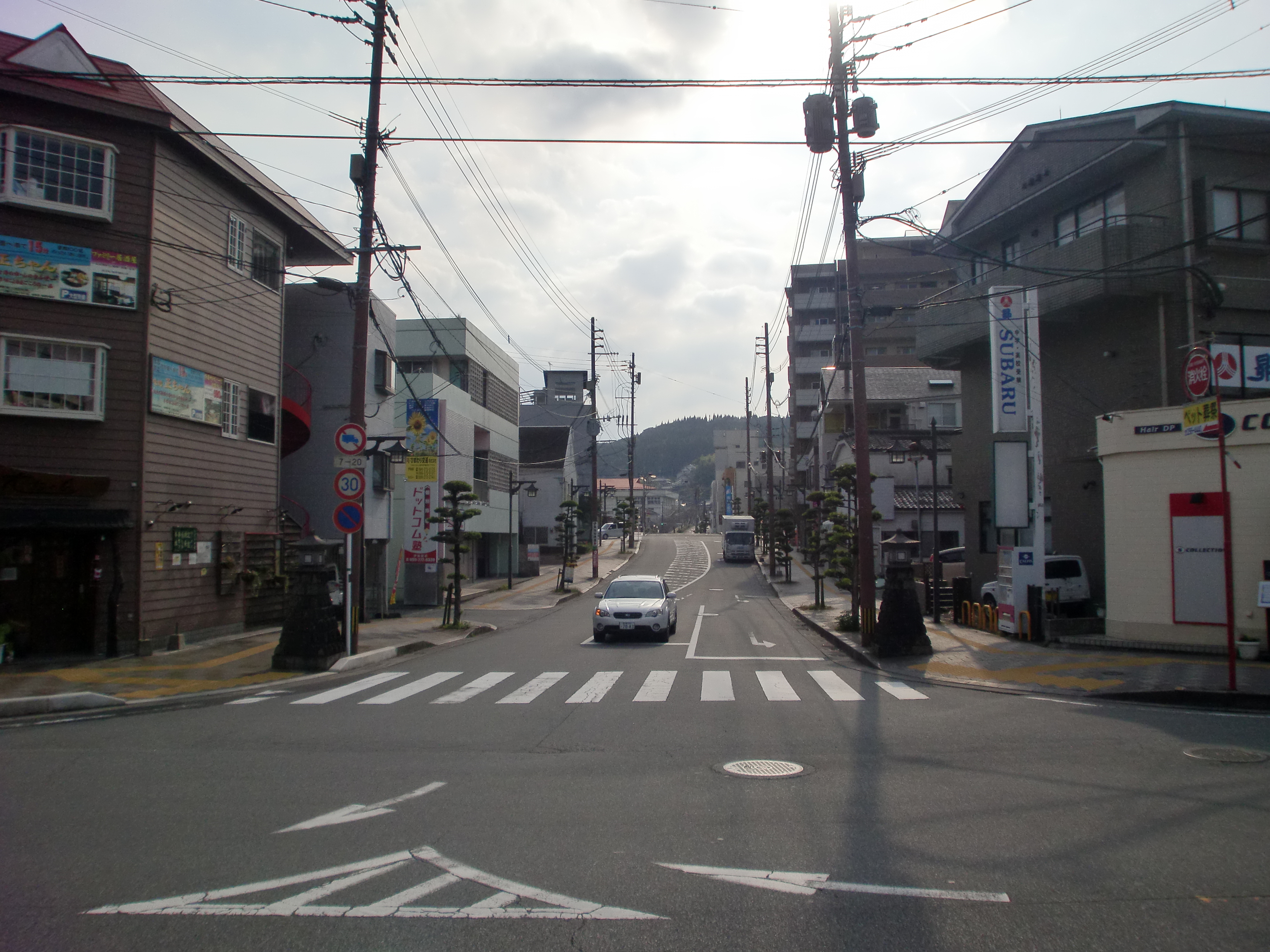
伊集院駅前から終点方面を望む

### 通過する自治体
- 日置市

### 交差する道路
| 交差する道路                    | 交差する場所 | 交差する場所 |
| ------------------------------- | ------------ | ------------ |
| 鹿児島県道24号鹿児島東市来線    | 伊集院町徳重 | 起点         |
| 鹿児島県道206号徳重横井鹿児島線 | 伊集院町徳重 |              |

### 沿線
- JR九州鹿児島本線 伊集院駅